# 刘易斯顿 (犹他州)
刘易斯顿（英語：Lewiston），是美国犹他州卡什县下属的一座城市。建市于1870年，面积大约为25.65平方英里（66.4平方公里），海拔约为4,508英尺（1,374米）。根据2010年美国人口普查，该市有人口1,766人。